# Edeltraud Bülow
Edeltraud Bülow (* 2. Mai 1937 in Kolberg) ist eine deutsche Linguistin.

## Leben
Nach dem Studium der Fächer Germanistik, Geschichte, Philosophie, Theologie in Frankfurt am Main und Marburg, dem Studium der Allgemeinen Sprachwissenschaft in Bonn, der Promotion in Allgemeiner Sprachwissenschaft 1970 an der Universität Bonn und der Habilitation 1982 in Münster war sie dort seit 1984 außerplanmäßige Professorin. Seit 2002 ist sie emeritiert.
Ihre Arbeitsschwerpunkte sind klinische Linguistik (Patholinguistik), Text- und Pragmalinguistik (Sprachhandlungstheorien), Kommunikationstheorien, Theolinguistik, Semiotik und angewandte Sprachwissenschaft (Rechtslinguistik, Kommunikationstheologie).

## Schriften (Auswahl)
- Der Wortschatz des Ethischen und die Grundwerte-Diskussion. Tübingen 1984, ISBN 3-87808-231-2.
- Epiphanias. Wiesbaden 1999, ISBN 3-9804715-6-X.
- Metanoia – „Umkehr“. Reden und Hören nicht nur zur Fastenzeit. Münster 2004, ISBN 3-8258-7495-8.
- Zurück zur Sprache. Eine Dokumentation des Übens. Michael Osterhues zum 50. Geburtstag. Berlin 2013, ISBN 978-3-643-12022-9.